# اسلام‌آباد (سردشت)
اسلام‌آباد یا بیژوه، روستایی است از توابع بخش مرکزی شهرستان سردشت استان آذربایجان غربی ایران.
بیژوه تقریباً در ۳۰ کیلومتری شهر سردشت قرار گرفته که در آخرین نقطه مرزی، این شهرستان هم‌مرز با کشور عراق است.

## جمعیت
این روستا در دهستان آلان قرار داشته و بر اساس سرشماری ۱۳۸۵ جمعیت آن ۹۴۲ نفر و ۱۷۶ خانوار بوده و آمار فعلی براساس سرشماری1395 جمعیت آن1056نفرجمعیت و302 خانوار است.

## تاریخچه
این روستا مرکز دهستان آلان بوده و دارای آثار طبیعی و تاریخی فراوان است. آرامگاه بشر و عون از اصحاب صدر اسلام در مسجد این روستا قرار دارد. مسجدی در محل دفن این دو نفر ساخته شده و درختانی غرس شده است.
این روستا با کردستان عراق هم‌مرز است و مردم آن به زبان کردی سورانی با لهجۀ موکریانی صحبت می‌کنند.